# Nezávislá frakce izraelských Arabů
Nezávislá frakce izraelských Arabů (hebrejsky: סיעה עצמאית לערביי ישראל, Sia'a acma'it le-Aravej Jisra'el) je bývalá izraelská politická strana izraelských Arabů existující krátce od roku 1959.

## Okolnosti vzniku a ideologie strany
Strana byla založena před volbami roku 1959 jako nová politická formace izraelských Arabů. Založil ji Salah Hasan Hanífes, který dosud působil v arabské straně Kidma ve-avoda. V roce 1959 se Salah Hasan Hanífes dostal do sporu s vládní židovskou stranou Mapaj, na níž byla Kidma ve-avoda napojena, a rozhodl se založit vlastní politickou formaci. Ta ale ve volbách roku 1959 získala jen 3 818 hlasů neboli 0,4 % a zůstala bez parlamentního zastoupení.